# (Untitled)
(Untitled) es una película cómica/dramática de 2009 dirigida y escrita por Jonathan Parker y coescrita por Catherine DiNapoli y protagonizada por Adam Goldberg, Marley Shelton y Vinnie Jones.

## Argumento
Adrian (Adam Goldberg) es un joven compositor bohemio que se enamora de una joven galerista de Nueva York con su propia galería de arte, Madeleine (Marley Shelton). Está ambientada en el bohemio barrio de Chelsea en Manhattan. La historia muestra a Adrian, un compositor que intenta hacer la música con cristales rotos y patadas a cubos de metal. En contraste con Adrián, su hermano Josh (Eion Bailey), es un pintor de éxito que lleva a Madeline a uno de los conciertos de su hermano. A Madeline le gusta de inmediato su trabajo e invita a Adrian a actuar en su galería. Más adelante, Josh descubre la relación secreta entre Madeline y Adrian, y el hecho de que Madeleine ha estado usando sus pinturas, que son de atractivo comercial, para mantener la galería mientras exhibe trabajos más avant-garde y alternativos.

## Reparto
- Adam Goldberg como Adrian Jacobs, un joven compositor bohemio.
- Marley Shelton como Madeleine Gray, una galerista de moda de Nueva York.
- Eion Bailey como Josh Jacobs, hermano de Adrian.
- Lucy Punch como el clarinete.
- Vinnie Jones como Ray Barko.
- Zak Orth como Porter Canby.
- Michael Panes como Grant.

## Director
Jonathan Parker tuvo su debut en Bartleby (2001), un recuento actualizado del cuento clásico de Herman Melville "Bartleby, el escribiente", fue nominado para el Gran Premio del Festival de Cine de Deauville y fue elegida para ser la película inaugural del prestigioso New York Nuevos Directores / New Films serie. Un músico en su juventud, Parker también es un coleccionista de la escuela del San Francisco de expresionismo abstracto, utilizando muchas de sus experiencias en ambos mundos, como base para (Untitled).

## Recepción

### Críticas
La película recibió críticas generalmente positivas de los críticos. La película cuenta actualmente con un índice de audiencia de 68% 'dulce' en Rotten Tomatoes basado en 18 comentarios. En otra revisión, Metacritic informó que el 54% de los críticos dio comentarios positivos, basado en 10 comentarios. Lisa Schwarzbaum de Entertainment Weekly dijo: "Todo el reparto es la calidad del museo, la música y las actuaciones son perfectamente dirigidos en su disonancia". Gary Goldstein, de Los Angeles Times calificó la película "Ace en las sátiras de mejor película, hay un núcleo sólido de la verdad Información director Jonathan Parker (Untitled), que tiene en el arte de Nueva York y mundo de la música inteligente y divertida de un solo golpe". Stephen Holden e New York Times dice, "Si (Untitled)" es astuto en las coberturas de sus apuestas sobre el valor de todo, es en última instancia del lado de la música experimental y arte y sus defensores, no importa lo excéntrico. Solo por eso esta película valiente merece una audiencia". La película también recibió malas críticas como la de Kevin B. Lee Time Out New York que dijo "(Untitled) s embestida de auto-indulgente bohos y el arte-vs .- los clichés de comercio son los sucedáneos como sus objetos de desprecio".

### Taquilla
La película se estrenó en Estados Unidos el 23 de octubre donde se estrenó en los cines y recaudó en su primer fin de semana $ 18,002.